# Храстенице
Храстенице (на словенски: Hrastenice) е село в Словения, Средна Словения, община Доброва-Полхов Градец. Според Националната статистическа служба на Република Словения през 2002 г. селото има 51 жители.